# Sedlec (district de České Budějovice)
Pour les articles homonymes, voir Sedlec.
Sedlec (en allemand : Selz, précédemment : Selze) est une commune du district de České Budějovice, dans la région de Bohême-du-Sud, en République tchèque. Sa population s'élevait à 523 habitants en 2023.

## Géographie
Sedlec se trouve à 6 km à l'ouest du centre de Zliv, à 18 km au nord-ouest de České Budějovice et à 113 km au sud de Prague.
La commune est limitée par Dívčice au nord, par Pištín à l'est, par Břehov, Radošovice et Němčice au sud, et par Mahouš, Hlavatce, Olšovice et Malovice à l'ouest.

## Histoire
La première mention écrite du village date de 1394.

## Galerie

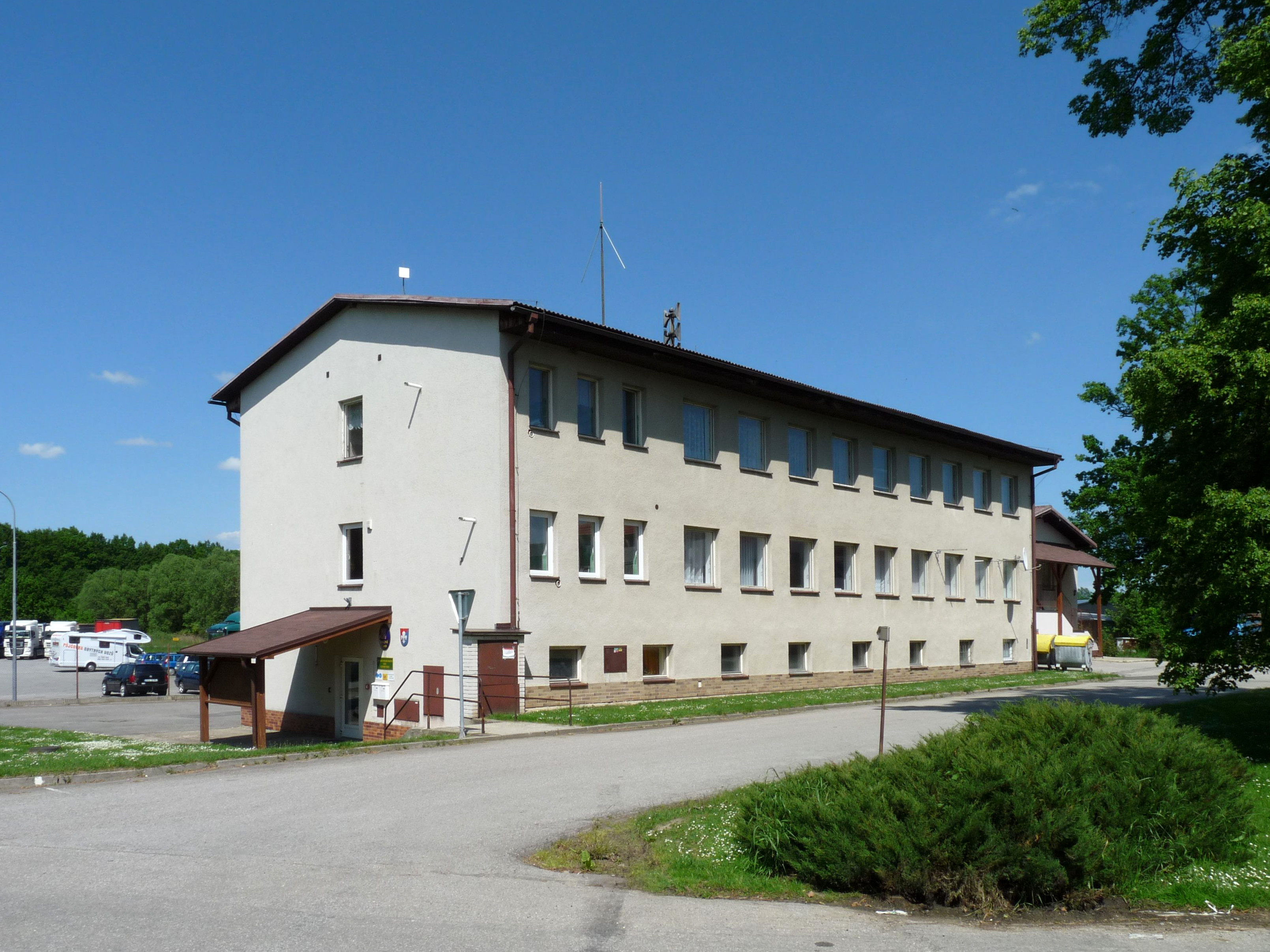
Sedlec : la mairie.
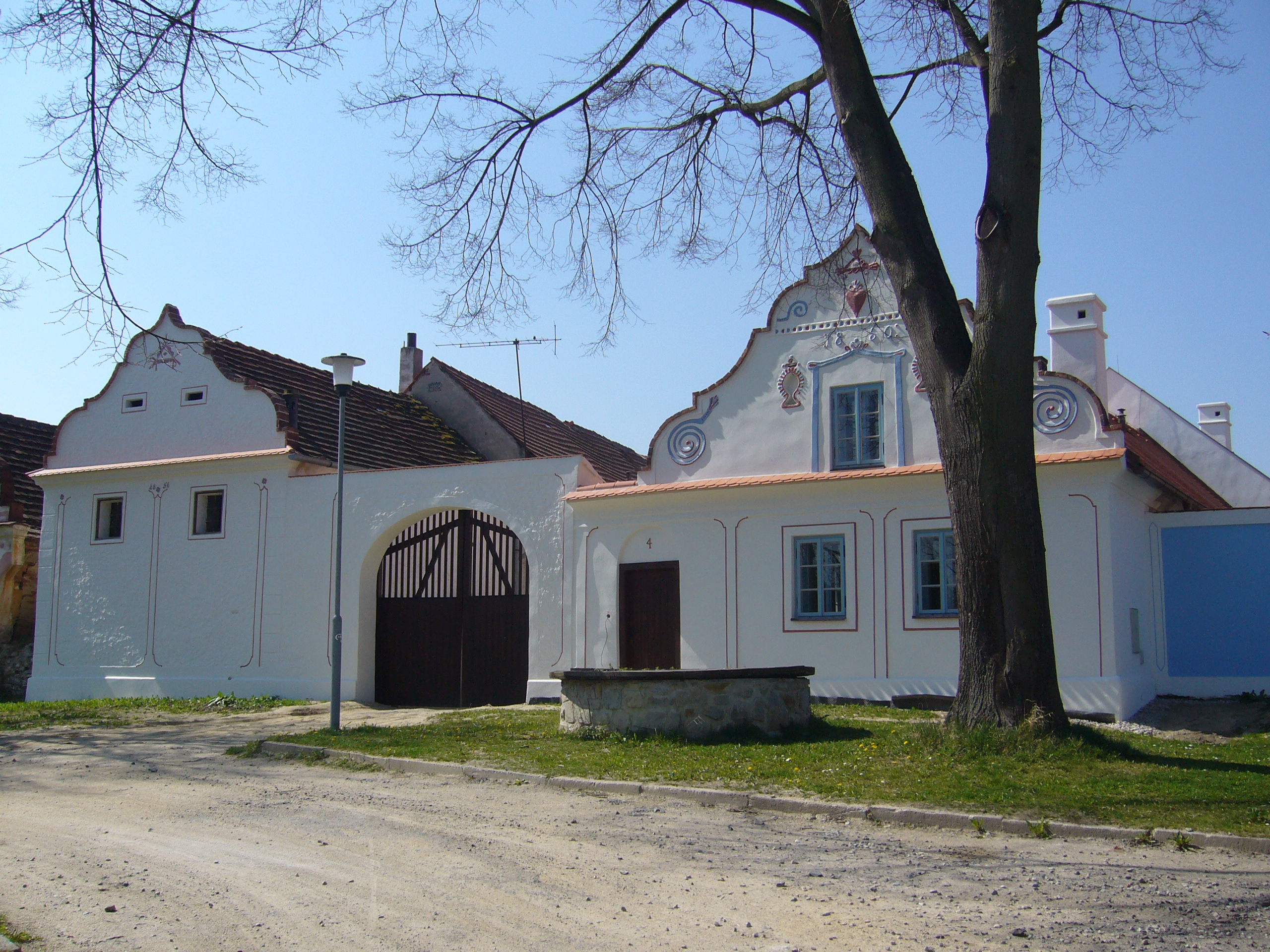
Maison à Malé Chrášťany.

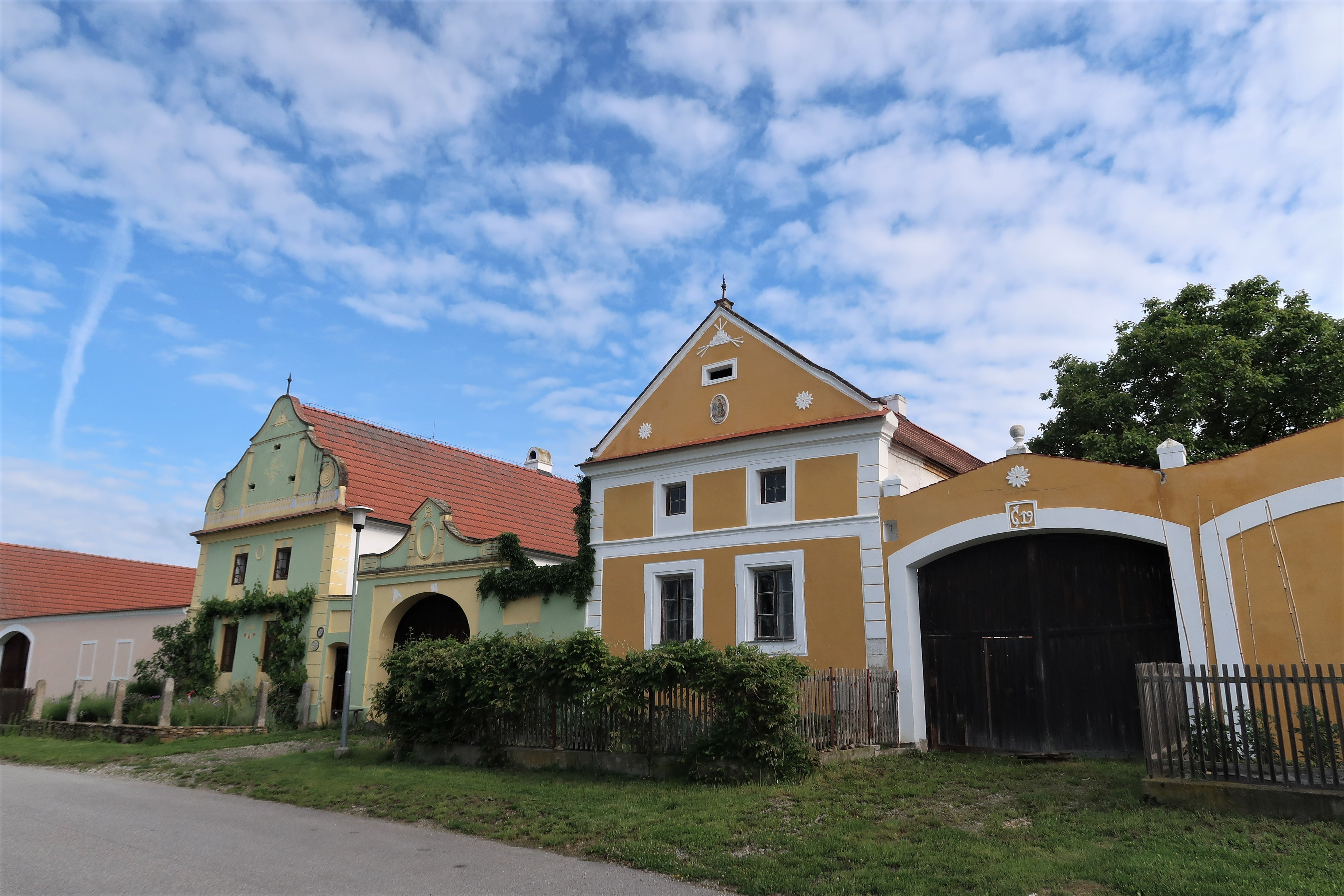
Maisons à Plástovice.
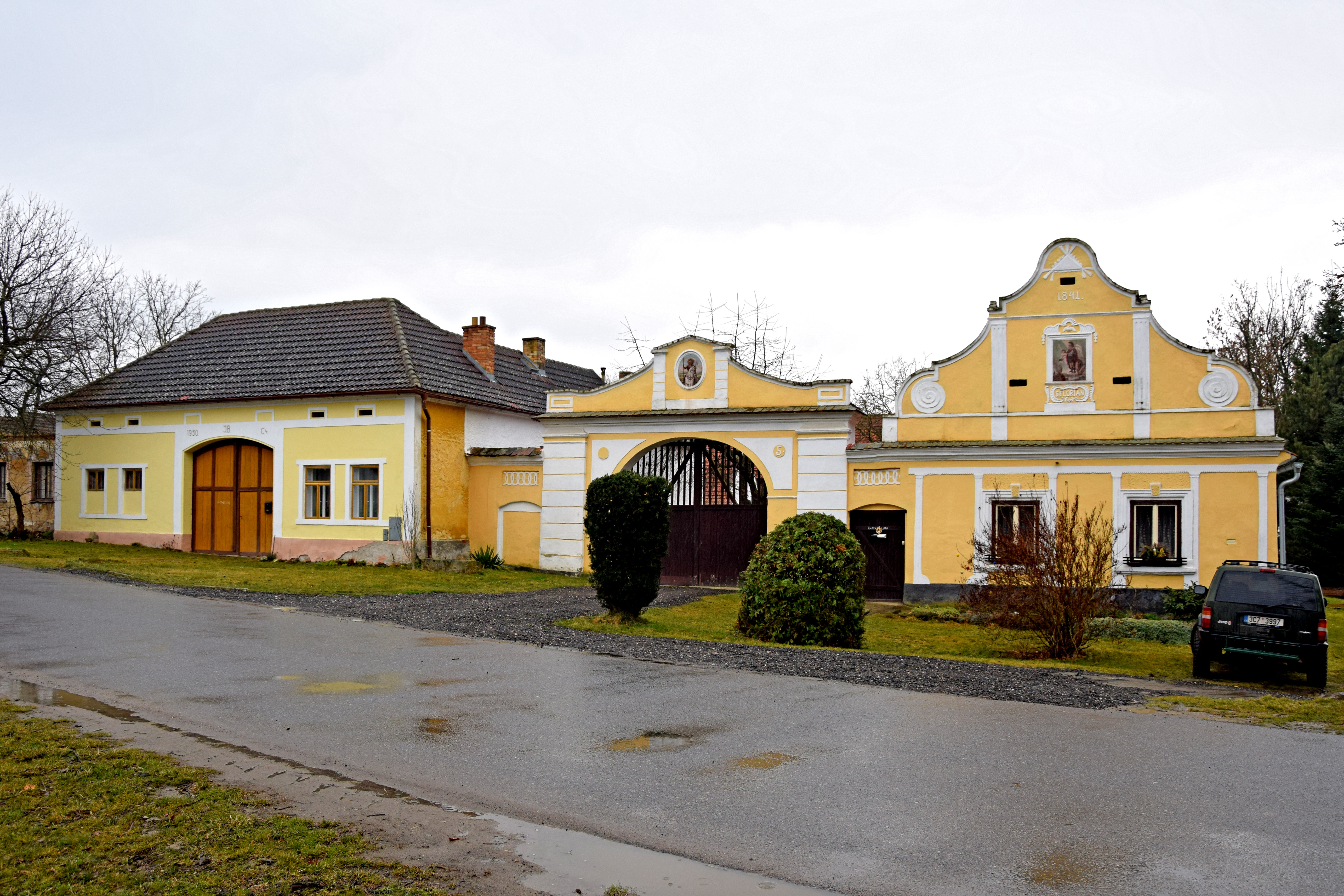
Maisons à Vlhlavy.

## Transports
Par la route, Sedlec se trouve à 19,6 km de České Budějovice et à 147 km de Prague.